# Håkon Opdal
Håkon Eikemo Opdal (Odda, 11 giugno 1982) è un ex calciatore norvegese, di ruolo portiere.

## Carriera

### Club
Proveniente dall'Odda, Opdal è passato al Brann nel 2000. È stato aggregato in prima squadra a partire dal campionato 2001. Ha inizialmente ricoperto il ruolo di secondo portiere, alle spalle del titolare Ivar Rønningen. Ha esordito in squadra in data 18 luglio 2001, sostituendo proprio Rønningen nella vittoria casalinga per 6-0 sull'Ørn-Horten, sfida valida per il quarto turno del Norgesmesterskapet.
Il 27 ottobre 2002 ha avuto l'opportunità di debuttare in Eliteserien, sostituendo ancora Rønningen nei minuti finali della sfida persa col punteggio di 4-0 contro il Rosenborg. A metà del campionato 2013, Opdal è diventato il portiere titolare del Brann, superando Rønningen nelle gerarchie.
Ha contribuito alla vittoria del Norgesmesterskapet 2004. Ad aprile 2005, Opdal ha rinnovato il contratto che lo legava al Brann fino al 31 dicembre 2007. L'11 agosto 2005 ha giocato la prima partita nelle competizioni europee per club: è stato schierato titolare nel pareggio per 0-0 contro l'Allianssi, sfida valida per i turni preliminari della Coppa UEFA.
Nella stagione 2006, ha vinto per la prima volta il premio Kniksen come miglior portiere del campionato. A gennaio 2007 ha ulteriormente prolungato il contratto che lo legava al club, fino al 31 dicembre 2011. Nel campionato 2007, il Brann ha conquistato il titolo nazionale ed Opdal ha bissato il successo come miglior portiere dell'Eliteserien.
Alcuni problemi fisici lo hanno limitato tra il campionato 2008 e quello del 2009. Tornato a pieno regime per l'Eliteserien 2010, ha perso il posto da titolare l'anno seguente, contemporaneamente all'arrivo di Piotr Leciejewski. Alla fine di questa stagione, Opdal ha lasciato il Brann in scadenza di contratto.
L'8 giugno 2012, dopo essersi svincolato dal Brann quasi sei mesi prima, ha firmato un contratto biennale con i danesi del SønderjyskE. Ha debuttato in Superligaen il 14 luglio successivo, schierato titolare nel 6-1 inflitto al Randers. È rimasto in squadra fino al 31 dicembre 2012, totalizzando 13 presenze nella massima divisione danese e subendo 27 reti.
Il 30 novembre 2012 è stato annunciato il suo trasferimento allo Start, a partire dal 1º gennaio 2013. È tornato a calcare i campi dell'Eliteserien il 17 marzo successivo, schierato titolare nella vittoria per 3-2 sull'Hønefoss.
Il 14 marzo 2014, è stato nominato nuovo capitano dello Start. Il 20 agosto successivo, in allenamento, ha subito uno strappo alla coscia che gli ha fatto concludere la stagione anzitempo. Per questo, lo Start ha fatto richiesta alla Norges Fotballforbund per ottenere il permesso per tesserare un nuovo portiere, nonostante la finestra di trasferimento fosse chiusa: la federazione ha dato il proprio assenso e la scelta del club è caduta su Pål Vestly Heigre, che è arrivato in prestito dal Viking. Il 29 ottobre è tornato ad allenarsi a pieno ritmo.
Il 25 settembre 2015, in occasione del pareggio esterno per 1-1 sul campo del Vålerenga, ha segnato la rete in favore dello Start: un calcio di punizione, battuto appena dentro la propria metà campo, si è infatti infilato alle spalle del portiere avversario, Sascha Burchert.
Il 26 settembre 2016, a seguito della sconfitta per 2-0 arrivata sul campo del Viking, il suo Start è matematicamente retrocesso in 1. divisjon, con quattro giornate d'anticipo sulla fine del campionato. Al termine del campionato 2017, lo Start si è riguadagnato la promozione in Eliteserien.
Il 14 agosto 2018, il Brann ha reso noto che Opdal sarebbe tornato in forza al club a partire dal 1º gennaio 2019, col giocatore che ha firmato un accordo biennale. Il 9 ottobre 2020 ha firmato un rinnovo annuale con il club.
Il 10 novembre 2021 ha annunciato il proprio ritiro dall'attività agonistica, al termine della stagione in corso.

### Nazionale
A livello giovanile, Opdal ha rappresentato la Norvegia under 16, Under-17, Under-18 e Under-21. Per quanto concerne quest'ultima selezione, ha esordito in data 23 maggio 2002, schierato titolare nella sconfitta per 1-2 contro l'Olanda.
Il 15 novembre 2006 ha disputato invece la prima partita in Nazionale maggiore, in occasione della partita amichevole giocata contro la Serbia, a Belgrado.

## Statistiche

### Presenze e reti nei club
Statistiche aggiornate al 28 agosto 2021.
| Stagione       | Club         | Campionato   | Campionato | Campionato   | Coppe nazionali | Coppe nazionali | Coppe nazionali | Coppe continentali | Coppe continentali | Coppe continentali | Supercoppe | Supercoppe | Supercoppe | Totale | Totale  |
| Stagione       | Club         | Comp         | Pres       | Reti         | Comp            | Pres            | Reti            | Comp               | Pres               | Reti               | Comp       | Pres       | Reti       | Pres   | Reti    |
| -------------- | ------------ | ------------ | ---------- | ------------ | --------------- | --------------- | --------------- | ------------------ | ------------------ | ------------------ | ---------- | ---------- | ---------- | ------ | ------- |
| 2001           | Brann        | ES           | 0          | 0            | CN              | 1               | 0               | -                  | -                  | -                  | -          | -          | -          | 1      | 0       |
| 2002           | Brann        | ES           | 1          | 0            | CN              | 1               | 0               | -                  | -                  | -                  | -          | -          | -          | 2      | 0       |
| 2003           | Brann        | ES           | 13         | -21          | CN              | 3               | -4              | -                  | -                  | -                  | -          | -          | -          | 16     | -25     |
| 2004           | Brann        | ES           | 16         | -25          | CN              | 7               | -7              | -                  | -                  | -                  | RL         | 3          | -3         | 26     | -35     |
| 2005           | Brann        | ES           | 24         | -32          | CN              | 4               | -5              | CU                 | 4                  | -5                 | RL         | 6          | -8         | 38     | -50     |
| 2006           | Brann        | ES           | 25         | -33          | CN              | 2               | -4              | CU                 | 1                  | -1                 | RL         | 3          | -4         | 31     | -42     |
| 2007           | Brann        | ES           | 25         | -35          | CN              | 1               | -2              | CU                 | 7                  | -9                 | RL         | 2          | -6         | 35     | -52     |
| 2008           | Brann        | ES           | 18         | -24          | CN              | 3               | -11             | CU+UCL             | 2+4                | -8 + -5            | -          | -          | -          | 27     | -48     |
| 2009           | Brann        | ES           | 20         | -34          | CN              | 3               | -7              | -                  | -                  | -                  | -          | -          | -          | 23     | -41     |
| 2010           | Brann        | ES           | 30         | -50          | CN              | 0               | 0               | -                  | -                  | -                  | -          | -          | -          | 30     | -50     |
| 2011           | Brann        | ES           | 6          | -8           | CN              | 1               | -2              | -                  | -                  | -                  | -          | -          | -          | 7      | -10     |
| lug.-dic. 2012 | SønderjyskE  | SL           | 13         | -27          | CD              | 1               | -1              | -                  | -                  | -                  | -          | -          | -          | 14     | -28     |
| 2013           | Start        | ES           | 30         | -46          | CN              | 3               | -3              | -                  | -                  | -                  | -          | -          | -          | 33     | -49     |
| 2014           | Start        | ES           | 20         | -39          | CN              | 1               | -3              | -                  | -                  | -                  | -          | -          | -          | 21     | -42     |
| 2015           | Start        | ES           | 29+2       | -61; 1 + -2  | CN              | 0               | 0               | -                  | -                  | -                  | -          | -          | -          | 31     | -63; 1  |
| 2016           | Start        | ES           | 30         | -59          | CN              | 1               | -3              | -                  | -                  | -                  | -          | -          | -          | 31     | -62     |
| 2017           | Start        | 1D           | 28         | -32          | CN              | 0               | 0               | -                  | -                  | -                  | -          | -          | -          | 28     | -32     |
| 2018           | Start        | ES           | 4          | -6           | CN              | 2               | -3              | -                  | -                  | -                  | -          | -          | -          | 6      | -9      |
| Totale Start   | Totale Start | Totale Start | 141+2      | -243; 1 + -2 |                 | 7               | -12             |                    | -                  | -                  |            | -          | -          | 150    | -257; 1 |
| 2018           | Start 2      | 3D           | 6          | -8           |                 | -               | -               | -                  | -                  | -                  | -          | -          | -          | 6      | -8      |
| 2019           | Brann        | ES           | 27         | -32          | CN              | 1               | -1              | UEL                | 2                  | -4                 | -          | -          | -          | 30     | -37     |
| 2020           | Brann        | ES           | 17         | -28          | -               | -               | -               | -                  | -                  | -                  | -          | -          | -          | 17     | -28     |
| 2021           | Brann        | ES           | 12         | -27          | CN              | 1               | 0               | -                  | -                  | -                  | -          | -          | -          | 13     | -27     |
| Totale Brann   | Totale Brann | Totale Brann | 234        | -349         |                 | 28              | -43             |                    | 20                 | -32                |            | 14         | -21        | 296    | -445    |
| Totale         | Totale       | Totale       | 394+2      | -627; 1 + -2 |                 | 36              | -56             |                    | 20                 | -32                |            | 14         | 21         | 466    | -738, 1 |

### Cronologia presenze e reti in nazionale
| Cronologia completa delle presenze e delle reti in nazionale ― Norvegia | Cronologia completa delle presenze e delle reti in nazionale ― Norvegia | Cronologia completa delle presenze e delle reti in nazionale ― Norvegia | Cronologia completa delle presenze e delle reti in nazionale ― Norvegia | Cronologia completa delle presenze e delle reti in nazionale ― Norvegia | Cronologia completa delle presenze e delle reti in nazionale ― Norvegia | Cronologia completa delle presenze e delle reti in nazionale ― Norvegia | Cronologia completa delle presenze e delle reti in nazionale ― Norvegia |
| Data                                                                    | Città                                                                   | In casa                                                                 | Risultato                                                               | Ospiti                                                                  | Competizione                                                            | Reti                                                                    | Note                                                                    |
| ----------------------------------------------------------------------- | ----------------------------------------------------------------------- | ----------------------------------------------------------------------- | ----------------------------------------------------------------------- | ----------------------------------------------------------------------- | ----------------------------------------------------------------------- | ----------------------------------------------------------------------- | ----------------------------------------------------------------------- |
| 15-11-2006                                                              | Belgrado                                                                | Serbia                                                                  | 1 – 1                                                                   | Norvegia                                                                | Amichevole                                                              | -1                                                                      |                                                                         |
| 7-2-2007                                                                | Fiume                                                                   | Croazia                                                                 | 2 – 1                                                                   | Norvegia                                                                | Amichevole                                                              | -2                                                                      |                                                                         |
| 2-6-2007                                                                | Oslo                                                                    | Norvegia                                                                | 4 – 0                                                                   | Malta                                                                   | Qual. Euro 2008                                                         | -                                                                       |                                                                         |
| 6-6-2007                                                                | Oslo                                                                    | Norvegia                                                                | 4 – 0                                                                   | Ungheria                                                                | Qual. Euro 2008                                                         | -                                                                       |                                                                         |
| 22-8-2007                                                               | Oslo                                                                    | Norvegia                                                                | 2 – 1                                                                   | Argentina                                                               | Amichevole                                                              | -1                                                                      | 46’                                                                     |
| 8-9-2007                                                                | Chișinău                                                                | Moldavia                                                                | 0 – 1                                                                   | Norvegia                                                                | Qual. Euro 2008                                                         | -                                                                       |                                                                         |
| 12-9-2007                                                               | Oslo                                                                    | Norvegia                                                                | 2 – 2                                                                   | Grecia                                                                  | Qual. Euro 2008                                                         | -2                                                                      |                                                                         |
| 17-10-2007                                                              | Sarajevo                                                                | Bosnia ed Erzegovina                                                    | 0 – 2                                                                   | Norvegia                                                                | Qual. Euro 2008                                                         | -                                                                       |                                                                         |
| 17-11-2007                                                              | Oslo                                                                    | Norvegia                                                                | 1 – 2                                                                   | Turchia                                                                 | Qual. Euro 2008                                                         | -2                                                                      |                                                                         |
| 21-11-2007                                                              | Ta' Qali                                                                | Malta                                                                   | 1 – 4                                                                   | Norvegia                                                                | Qual. Euro 2008                                                         | -1                                                                      |                                                                         |
| 6-2-2008                                                                | Wrexham                                                                 | Galles                                                                  | 3 – 0                                                                   | Norvegia                                                                | Amichevole                                                              | -1                                                                      | 47’                                                                     |
| 26-3-2008                                                               | Podgorica                                                               | Montenegro                                                              | 3 – 1                                                                   | Norvegia                                                                | Amichevole                                                              | -1                                                                      |                                                                         |
| Totale                                                                  |                                                                         | Presenze                                                                | 12                                                                      |                                                                         | Reti                                                                    | -11                                                                     |                                                                         |

## Palmarès

### Club

#### Competizioni nazionali
- Coppa di Norvegia: 1

Brann: 2004
- Campionato norvegese: 1

Brann: 2007

### Individuale
- Miglior portiere dell'Eliteserien: 2

2006, 2007